# Индокитайский леопард

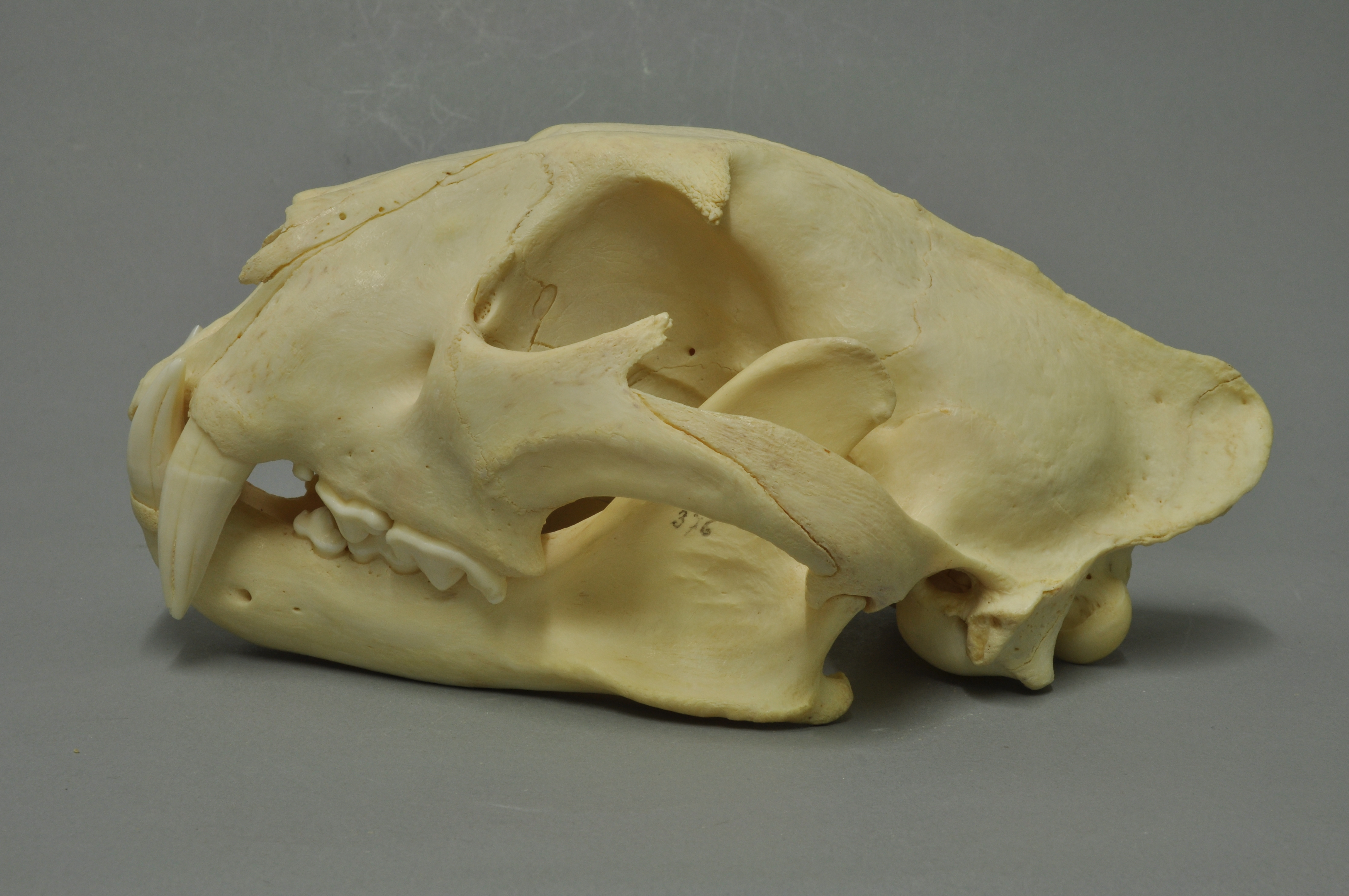
Череп Индокитайского леопарда

Индокитайский леопард (лат. Panthera pardus delacouri) — подвид леопарда, обитающий в материковой части Юго-Восточной Азии и на юге Китая. В Индокитае леопарды почти не встречаются за пределами охраняемых территорий и находятся под угрозой исчезновения из-за вырубки лесов и браконьерства, ареал сократился на 90-95 %. Относится к видам, находящимся на грани исчезновения.

## Таксономия
Р. И. Покок описал вид Panthera pardus delacouri в 1930 году, основываясь на шкуре леопарда из Аннама.

## Характеристики
Согласно Р. И. Пококу, индокитайский леопард имеет рыжевато-красную шкуру, более светлую по бокам. На ней расположены пятна, размер которых в основном составляет 3,8 см × 3,8 см. Они находятся очень близко друг к другу, визуально делая шкуру животного более тёмного цвета. Мех короткий, длина шерсти менее 2,5 см на спине. Сам Покок видел только чёрных леопардов из Джохора и других областей Малайского полуострова, выставленных в зверинцах, поэтому он предположил, что доля чёрных леопардов должна увеличиваться к югу.
Благодаря съёмкам с помощью фотоловушек, которые проводились в 22 местах на юге Таиланда и на полуострове Малайзия между 1996 и 2009 годами, индокитайские леопарды были обнаружены к северу от перешейка Кра. Южнее перешейка были замечены только леопарды-меланисты. Меланизм довольно распространён в среде густых тропических лесов, и считается, что чёрные леопарды имеют селективное преимущество для засад.

## Распределение и среда обитания
Индокитайский леопард распространён в Юго-Восточной Азии, однако на сегодняшний день остаются лишь небольшие популяции в Мьянме, Таиланде, Малайзии, Камбодже и Южном Китае. В Лаосе, Вьетнаме и Сингапуре он был истреблён. Полуостров Малайзия и Северный Тенассеримский лесной комплекс на границе Таиланда и Мьянмы в настоящее время считаются опорными пунктами, а восточная Камбоджа является приоритетной территорией.
В природном заповеднике Чаттина в Мьянме популяция леопардов в период с 1940-х по 1980-е годы настолько резко сократилась, что к 2000 году она была близка к локальному вымиранию. В 2015 году леопарды впервые были зафиксированы с помощью камер-ловушек в горных лесах штата Карен.
В Таиланде индокитайский леопард обитает в комплексах Западного Леса, Кенг Крачан — Куй Бури и Клонг Саенг — Кхао Сок. Однако с начала XXI века он не встречался в северных и южно-центральных лесных комплексах страны. В заповеднике Хала-Бала на границе Таиланда и Малайзии только два леопарда прошли мимо фотоловушек, установленных в период с октября 2004 года по октябрь 2007 года.
В Малайзии леопард обитает в национальных парках Белум-Теменгор, Таман-Негара и Эндау-Ромпин. В апреле 2010 года пятнистый леопард был пойман на камеру в национальном парке Таман-Негара, где ранее считалось, что встречаются только чёрные леопарды. Он также был зарегистрирован во вторичном лесу в штате Селангор и Джохор.
В Лаосе 25 различных леопардов прошли мимо фотоловушек, установленных на площади 500 км2 в Национальном заповеднике биоразнообразия Нам-Фу-Луи в период с апреля 2003 года по июнь 2004 года. Сообщается, что леопарды встречаются в национальном парке Нам Кан в Лаосе.
В Камбодже леопарды были зарегистрированы в лиственных диптерокарповых лесах в заповеднике Пном Прич в период с декабря 2008 года по август 2009 года, а также в заповедном лесу Мондулькири в 2009 и 2014 году.

Индокитайский леопард (чёрная вариация)

На юге Китая в период с 2002 по 2009 год в 11 заповедниках были проведены съёмки с помощью фотоловушек, но леопарды были зарегистрированы только в национальном природном заповеднике Чанцин в горах Циньлин.

## Экология и поведение
С середины 1980-х годов полевые исследования леопарда проводились в трёх охраняемых зонах Таиланда:
- Между 1985 и 1986 годами — вечнозеленый диптерокарповый горный лес в провинции Чиангмай на северо-западе Таиланда. В ходе экспериментов обнаружилось, что добыча включала в первую очередь индийского мунтжака, за которым следовали дикий кабан, длиннохвостый горал, сумеречная листовая обезьяна и малайский дикобраз[4]
- В 1996 году трем леопардам были надеты радиоошейники в юго-центральной части национального парка Кэнгкрачан, холмистой местности с сезонным вечнозеленым лесом. Исследование выявило ареалы двух самцов леопардов площадью 14,6-18,0 км² и самки площадью 8,8 км². Все они предпочитали места обитания, где скапливалась добыча и открывались потенциальные возможности для охоты, а именно на высотах 500—600 м, в долинах рек, а также на главной дороге, перед возвышенностями и лесистой местностью. Оба самца леопарда немного расширили свой домашний ареал во время сезона дождей с июня по октябрь.[5] Красный мунтжак, малайский дикобраз и гаур являются наиболее распространёнными потенциальными видами добычи в этой охраняемой территории[6]
- В период с 1994 по 1999 год на десять леопардов были надеты радиоошейники в северо-западной части природного заповедника Хуай Кха Каенг в Таиланде, и за ними следили в течение 9-41 месяца. Анализ данных отслеживания показал, что среднегодовые ареалы взрослых самцов составляют 35,2-64,6 км². У шести взрослых самок были самые большие в Азии зарегистрированные ареалы площадью 17,8-34,2 км², которые все они расширяли в сухой сезон с ноября по апрель. Все леопарды предпочитали сухие вечнозеленые и смешанные лиственные леса с пологими склонами вблизи водоемов[7]

Дикий кабан, макака и малый оленёк были определены в качестве основных потенциальных видов добычи для леопарда в сильно фрагментированном вторичном лесу в районе Селангор в Малайзии.
Охотится на бантенгов — дикий вид крупного рогатого скота, представители которого весят до 800 кг. Это делает индокитайского леопарда единственным в мире видом леопардов, добыча которой весит свыше 500 кг (это в пять с лишним раз больше, чем вес самого хищника).

## Угрозы
Осталось немного сопредельных территорий, где у леопардов есть шанс на долгосрочное выживание. В первую очередь им угрожает разрушение среды обитания в результате крупномасштабной вырубки лесов и незаконной охоты.
Леопарды все чаще используются в качестве заменителей органов тигра в традиционной китайской медицине, при этом цена на части леопарда растет, поскольку тигры также под угрозой исчезновения.
Естественными врагами считаются бенгальские тигры.

### Разрушение среды обитания
Активность людей внутри охраняемых территорий негативно влияет на передвижения и жизнедеятельность леопарда. Они проявляют меньшую дневную активность в районах, более интенсивно используемых людьми. В деревнях, расположенных на охраняемых территориях Лаоса, местные жители ежегодно потребляют около 28,2 кг мяса оленя и дикого кабана на семью. Это потребление составляет 2840 кг копытных животных на 100 км², что эквивалентно мясу, необходимому для пропитания нескольких леопардов на 100 км².
В сильно фрагментированном тропическом лесу на территории столичной агломерации Малайзии долины Кланг популяция леопарда оценивается в 28,35 особей на 100 км², что является одним из самых высоких зарегистрированных показателей. В результате быстрого сокращения лесов отдельные особи, возможно, были вытеснены в сохранившиеся леса в этой области, что объясняет высокую плотность.

### Незаконная торговля дикими животными
В Китае правительство по-прежнему разрешает производителям лекарств использовать запасы костей леопарда, несмотря на запрет на внутреннюю торговлю.
В Мьянме на четырёх рынках, обследованных в период с 1991 по 2006 год, было обнаружено 215 частей тела по меньшей мере 177 леопардов. Среди органов открыто продавались пенис и семенники леопарда, а также другие части недавно убитых животных. Три из обследованных рынков расположены на международных границах с Китаем и Таиландом привлекают иностранных покупателей, хотя леопарды полностью защищены национальным законодательством Мьянмы. Конвенция о международной торговле видами дикой фауны и флоры, находящимися под угрозой исчезновения в этом случае не работает.
В начале 2018 года туша чёрной пантеры была обнаружена в таиландском заповеднике дикой природы Тхунг Яй Наресуан вместе с другими животными. Они находились во владении бизнесмена, который возглавлял строительную компанию Italian-Thai Development.